# Харківець Анатолій Порфирійович
Анато́лій Порфи́рійович Харкове́ць (нар. 1916, Кухче — пом. 12 жовтня 1943) — капітан, Герой Радянського Союзу (29.10.1943), командир стрілецького батальйону 21-го стрілецького полку 180-ї стрілецької дивізії 38-ї армії Воронезького фронту.

## Біографія
Народився в 1916 році в селі Кухчому (тепер Вараського району Рівненської області). Українець.
Дитинство і юність провів на Корсунщині, у селі Пішки Корсунь-Шевченківського району Черкаської області. Закінчив середню школу, педагогічні курси.
Працював учителем у школі села Велика Цвіля Ємільчинського району Житомирської області.
У 1939 році призваний до лав РСЧА. В 1941 році закінчив піхотне училище.

### Німецько-радянська війна
На фронтах німецько-радянської війни з лютого 1942 року. В складі Брянського і Воронезького фронтів брав участь у Воронезько-Ворошиловградській, Середньодонській, Острогозько-Росошанській, Воронезько-Касторненській операціях, Курській битві, Бєлгородсько-Харківській операції, битві за Дніпро.

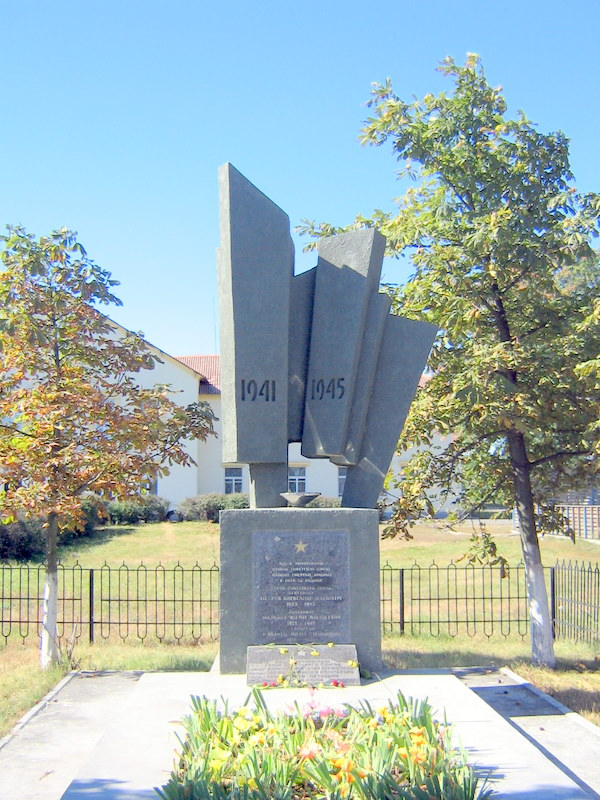
Братська могила в Лютежі.

11 жовтня 1943 капітан Харковець одним із перших організував переправу своїх воїнів через Дніпро на Лютізькому плацдармі в районі села Старі Петрівці. Умілим маневром вибив ворога з траншей, що тяглися вздовж берега, і організував оборону ділянки плацдарму. В ході бою відбив сім контратак ворога і знищив близько 300 німецьких солдатів. Неодноразово водив воїнів в атаку. Загинув у бою 12 жовтня 1943 року. Похований у братській могилі в селі Лютіж Вишгородського району Київської області.
Указом Президії Верховної Ради СРСР від 29 жовтня 1943 року «за зразкове виконання бойових завдань командування на фронті боротьби з німецько-фашистськими загарбниками і проявлені при цьому відвагу і героїзм» капітану Харківцю Анантолію Порфирійовичу було присвоєне звання Героя Радянського Союзу (посмертно).

## Нагороди
- Медаль «Золота Зірка» Героя Радянського Союзу;
- Орден Леніна;
- Орден Вітчизняної війни 2 ступеня.

## Пам'ять
Ім'ям Героя названа одна з вулиць села Лютіж. У селі Кухче на Рівненщині встановлений обеліск славетному землякові. Бронзове погруддя встановлено біля Моринської середньої школи (Черкаська область, Корсунь-Шевченківський район), в якій навчався Анатолій Порфирович.